# Борго Селва (Анкона)
Борго Селва је насеље у Италији у округу Анкона, региону Марке.
Према процени из 2011. у насељу је живело 24 становника. Насеље се налази на надморској висини од 34 м.